# Madelyn Marie
Madelyn Marie (née le 28 janvier 1987 à West Point dans l'État de New York) est une actrice de films pornographiques américaine.

## Récompenses et nominations
- 2010 AVN Award nominee – Unsung Starlet of the Year
- 2010 FAME Award nominee – Hottest Body
- 2010 XBIZ Award nominee – New Starlet of the Year
- 2011 AVN Award nominee – Best All-Girl Group Sex Scene – Hocus Pocus XXX (avec Audrey Hollander, Nikki Benz, Eva Angelina, Sunny Leone, Kiara Diane)
- 2011 AVN Award nominee – Best All-Girl Group Sex Scene – BatfXXX: Dark Night (avec Bobbi Starr, Dani Jensen, Krissy Lynn, Carolyn Reese, Paul Chaplin, Derrick Pierce, Chris Johnson & Danny Wylde)
- 2011 XBIZ Award nominee – Female Performer of the Year
- 2012 AVN Award nominee – Best All-Girl Group Scene – Girlfriends 3 (avec Alexis Texas, Brooklyn Lee & Chanel Preston)

## Filmographie sélective
- 2008 : Backstage Girls
- 2009 : We Live Together.com 11
- 2009 : Girlvana 5
- 2010 : Her First Lesbian Sex 19
- 2010 : Hocus Pocus XXX
- 2010 : BatfXXX: Dark Night
- 2010 : Molly's Life 4
- 2011 : Girlfriends 3
- 2012 : Toying With Your Emotions
- 2013 : Real Wife Stories 15
- 2014 : Bondage Babes 3
- 2016 : Lesbian Seductions - Older/Younger 53